# Nur für Erwachsenen!
Nur für Erwachsenen! ist der Titel einer Videoproduktion der deutschen Rap-Band Die Fantastischen Vier. Die VHS-Videokassette erschien 1997 bei Sony Music Entertainment und wurde am 21. Januar 2011 als DVD bei Columbia Records wiederveröffentlicht.

## Inhalt
Die Videokassette und die später veröffentlichte DVD enthalten einige Ausschnitte aus der Premiere-Fernsehserie der Band Die vierte Dimension mit 26 Folgen, Livekonzert-Aufzeichnungen aus der Frankfurter Batschkapp, verschiedene Musik-Clips und diverse Backstage-Videos. Die Ausschnitte stammen von MTV, VIVA, Premiere, DoRo und den Fantastischen Vier.
Nach Angaben der Band enthält das sogenannte „Longformvideo“ unter anderem Bilder zu U2, inklusive Bono und Smudo in Bergisch Gladbach, Making-of-Originale, „Autogrammwahnsinn“ bei der Promo-Tour zu Lauschgift und der Einweihung von Four Music sowie teilweise unveröffentlichtes Material aus Die Vierte Dimension TV. Das Cover des Videos trägt das FSK-16-Logo und ist laut der Band nur „knapp an der Freigabe ab 18 vorbeigeschliddert“, da sie während dieser „Aufnahmen ständig von Sex und Drogen“ redeten. Aus diesem Grund entschloss sie sich „auch in Gedenken an unsere Lieblings-Holland-Porno-Audio-Cassette ‚Nur Für Erwachsenen‘“ zu diesem Namen.

### Trackliste
Clips:
- Sie ist weg
- Raus
- Populär
- Der Picknicker (Making-of)
- Nur In Deinem Kopf
- Original (feat. Sens Unik)

Live:
- Love Sucks
- Hip-Hop Musik
- Mach Dich Frei
- Die Geschichte des O.
- Der Picknicker
- Was Geht
- Ein Tag Am Meer
- Krieger

Extras (Das Beste aus der TV-Serie „Die Vierte Dimension“, early Tape, Überraschungsgäste und vieles mehr):
- INTRO bunte Bilder & laute Musik mit Thomas D, Smudo, Deejot Hausmarke und And Ypsilon
- Die Da Old School & Jetzt geht’s ab
- Liebe, Sex und Frienden
- Was die Welt regiert
- Spontane Kreativität heißt spontan kreativ sein
- Experimente mit Gewalt
- Fanalarm
- Leute wie Sie
- Religion und Handel
- Party- und Haushaltstipps
- Grillen mit Caroline Reiber
- Waffen und Wandergitarren
- ganz, ganz großes Showbusiness
- New School
- OUTRO im Paternoster

## Rezeption
Michael Schuh schrieb in laut.de: „Zu einer Zeit, als Die Fantastischen Vier noch keine 15.000er Hallen füllten, sondern schmucke Clubs wie das Frankfurter Batschkapp rockten, erschien eine Videokassette mit dem Ulk-Titel ‚Nur Für Erwachsenen‘. 1997 war das [...] So ist ‚Nur Für Erwachsenen‘ natürlich auch nichts weiter als ein Geschenk der Band an alle Fans, die damals dabei waren, als man mit Songs wie ‚Sie Ist Weg‘ und ‚Was Geht‘ die Charts aufrollte und an jene, die sich noch an das anarchische Steinzeit-Format ‚Die Vierte Dimension‘ erinnern.“
Jochen Overbeck urteilte im Online-Magazin Monsters & Critics: „Oft werden Schnipsel aus der TV-Serie 'Die vierte Dimension', Live-Clips, Videos und irgendwelchen Albernheiten, die zufällig ihren Weg auf den Camcorder fanden so beherzt aneinandergereiht, dass man als Zuschauer ein bisschen aus dem Konzept gerät. Andererseits kann man bei Bedarf durch die Menüführung etwas Ordnung in diese Kleinteiligkeit bringen und so die persönlichen Höhepunkte finden.“
Besprochen wurde die DVD auch in den Zeitschriften audio und stereo. Bei stereo hieß es: „Der DVD-Umschnitt des VHS-Videos von 1997, überarbeitet und mit Extras bestückt, zeigt anhand von frühen Videos (‚Sie ist weg‘, ‚Raus‘) und einem Live-Auftritt in der Frankfurter Batschkapp noch mal die Anfänge der Stuttgarter. Damals sprudelte der anarchische Schabernack nur so aus ihnen heraus.“ audio urteilte: „Dieses Zeitdokument zeigt die ungeschminkte und vor allem weitestgehend unrestaurierte Wahrheit über die Anfänge der heute längst familientauglichen Stuttgarter. Als wären diese Clips nicht schon konzept- und sinnfrei genug – bunt gemischt mit Live-Mitschnitten, Videos und purem Blödsinn ergibt das alles eine unterhaltsame, aber manchmal an den Nerven zehrende Sammlung.“
Im Februar 2011 wurde die Wiederveröffentlichung „DVD der Woche“ bei Radio Eins des RBB.